# Раджа Реза Раджа Заіб Ша
Дато Раджа Реза Раджа Заіб Ша (H.E. Dato’ Raja Reza Raja Zaib Shah) — малайзійський дипломат. Надзвичайний і Повноважний Посол Малайзії в Україні та за сумісництвом в Грузії.

## Життєпис
Він вивчав правознавство і закінчив Малайський університет. Він був прийнятий до адвокатської колегії Малайзії у 1990 році, після чого практикував право 4 роки. Він також отримав диплом з державного управління від Національного інституту державного управління (INTAN).
З 1996 року на дипломатичній та адміністративній службі в МЗС Малайзії. Перед початком кар'єри в Міністерстві закордонних справ у 1997 році він був призначений до Міністерства міжнародної торгівлі та промисловості (MITI).
У 2000—2003 рр. — служив у малайзійських дипломатичних місіях за кордоном як другий секретар Постійного представництва Малайзії при Організації Об'єднаних Націй в Женеві.
У 2007—2011 рр. — радник Посольства Малайзії в Джакарті.
У 2013—2016 рр. — заступник Постійного представника Малайзії в Організація Об'єднаних Націй при Постійному представництві Малайзії Організації Об'єднаних Націй в Нью-Йорку. Тимчасовий повірений у справах Малайзії Постійного представництва Малайзії при Організації Об'єднаних Націй.
У 2016—2018 рр. — заступник Міністра закордонних справ Малайзії, начальник Відділу Західної Азії.
З вересня 2018 року — Надзвичайний і Повноважний Посол Малайзії в Києві.
7 вересня 2018 року — передав копії Вірчих грамот Заступнику міністра закордонних справ України Сергію Кислиці.
21 вересня 2018 року — вручив вірчі грамоти Президенту України Петру Порошенку.